# 対迫レーダ装置 JMPQ-P13

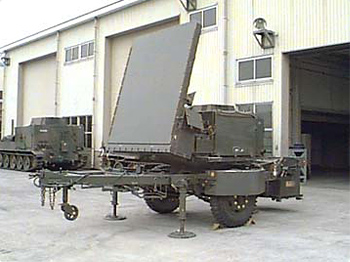
対迫レーダ装置 JMPQ-P13

対迫レーダ装置 JMPQ-P13（たいはくレーダそうち ジェイエムピーキューピーじゅうさん）は、陸上自衛隊の装備している対砲兵レーダーである。
72式対迫レーダ装置 JAN/MPQ-N1の後継として1986年（昭和61年）より配備が開始された。

## 特徴
迫撃砲弾をレーダーで観測することにより、敵の迫撃砲の位置を迅速に自動的に測定する。天候に関わらず、迫撃砲の砲弾を標定することができる。
レーダーはフェーイズドアレイ方式を使用している。生存性を高めるための方法として、操作機器を分割して送受信部本体からケーブルで隔離して操作ができる。
任意に移動させることのできる機動性を有するが、2輪式のトレーラーに搭載されているため自走は不可で、牽引されて移動する。

## 製作
東芝

## 諸元
- 全長：約5300mm
- 全幅：約2500mm
- 全高：約3500mm
- 重量：約2900kg
- 周波数：Xバンド
- 電源：AC115V・10KVA・タービン発動発電機
- 指示器：Bスコープ
- 方式：多目標同時標定